# Toy Story – Terror!
Toy Story – Terror! är en amerikansk animerad Halloween-TV-film från Disney-Pixar från 2013. Den sändes på den amerikanska tv-kanalen ABC den 16 oktober 2013. Den handlar om Woody, Buzz Lightyear och Jessie som tillbringar en läskig natt på ett motell. Kortfilmen sammanfattar att leksakerna tittar på en skräckfilm. Medan Bonnie och hennes mamma når motellet stannar Jessie kvar i lådan eftersom hon har klaustrofobi och panikattacker. Woody och Buzz Lightyear anländer till motellet efter att ha räddat Jessie. En läskig dag börjar på motellet. Herr Potatishuvud, Trixie, Herr Pricklepants och Rex försvinner. Jessie möter soldaten Carl i badrummet. När Jessie kommer in i badrummet stöter hon på en leguan och blir rädd. Leguanen har Herr Potatishuvudets arm i munnen. (En referens till filmen Psycho) Sedan säljs Woody av en man och stannar kvar i lådan. Jessie märker detta. Soldaten Carl ger Jessie förslag att stanna kvar i lådan, Jessie avvisar det, sedan accepterar Jessie det. När Jessie öppnar lådan hittar hon en robot. Jessie kliver in i lådan. Budbäraren stänger lådan och Jessie får panikattacker och hyperventilation tillsammans med sin klaustrofobi. Sedan säger Jessie inuti lådan: "Jessie ger aldrig upp, Jessie hittar ett sätt" och kliver ut ur lådan och räddar Woody. Sedan hittar hon Mr. Potato Heads arm. Alla leksaker återvänder hem med ett lyckligt slut.